# Steinia geophana
Steinia geophana är en lavart som först beskrevs av William Nylander och fick sitt nu gällande namn av Berthold Stein. 
Steinia geophana ingår i släktet Steinia och familjen Lecideaceae.  Arten är reproducerande i Sverige. Inga underarter finns listade i Catalogue of Life.